# Expo Tel Aviv

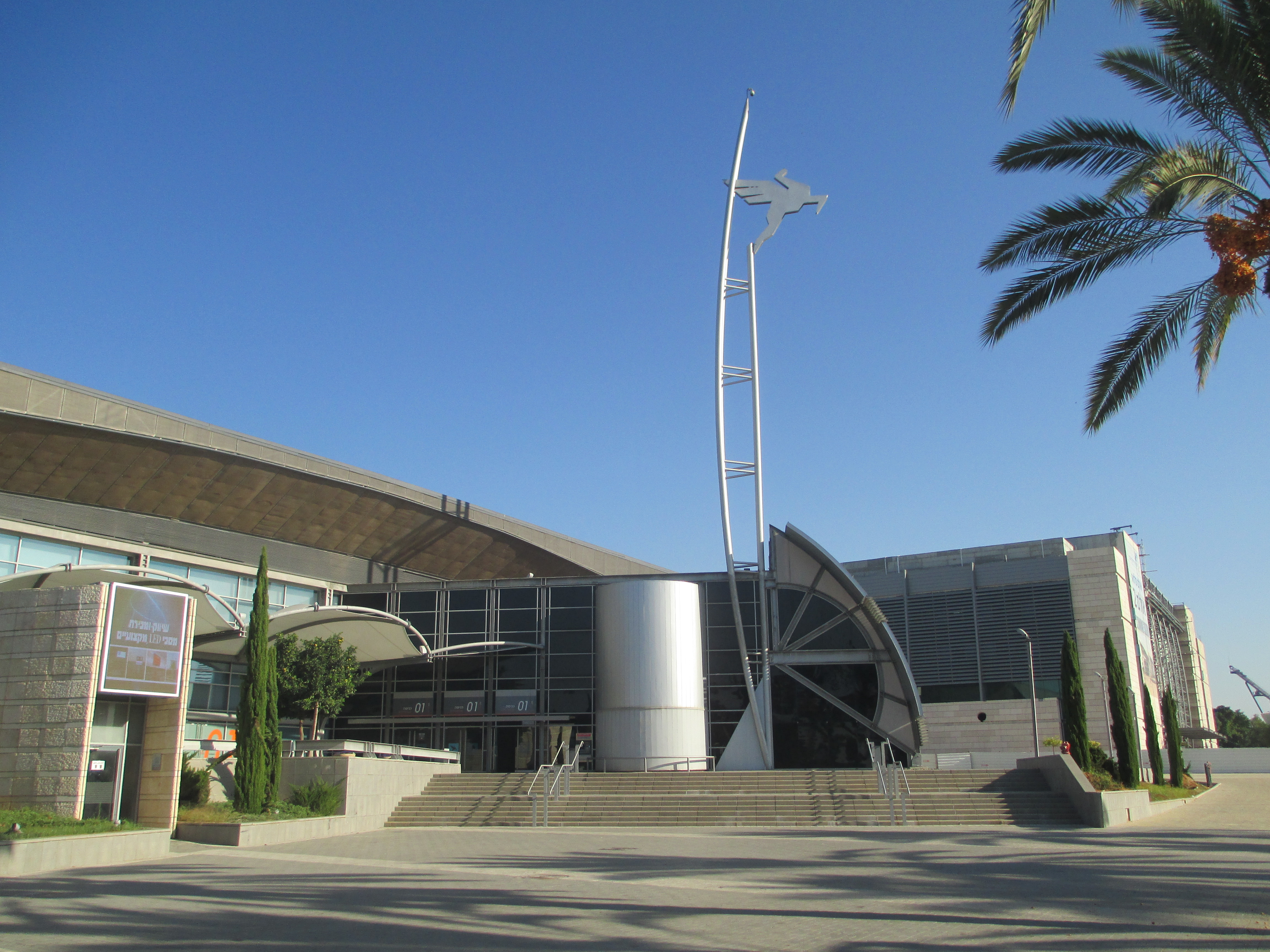
Pabellón 1 (Central) en octubre de 2014.

Expo Tel Aviv (hebreo: מרכז הירידים - תל אביב) (antes: hebreo: מרכז הירידים והקונגרסים בישראל - Israel Trade Fairs & Convention Center, y luego hebreo: מרכז הירידים - תל אביב - Tel Aviv Convention Center), popularmente conocido como "Ganey Hataarukha" ("los jardines de exposiciones"), es un centro ferial y de convenciones en el norte de Tel Aviv, Israel , junto a la estación de tren de la Universidad de Tel Aviv. Establecida en 1932 como "Yerid HaMizrach" o La Feria de Levante al lado del Puerto de Tel Aviv, tiene capacidad para 2,5 millones de visitantes y entre 45 y 60 grandes eventos al año. El recinto cuenta con diez salas y pabellones y un gran espacio al aire libre.

## Historia

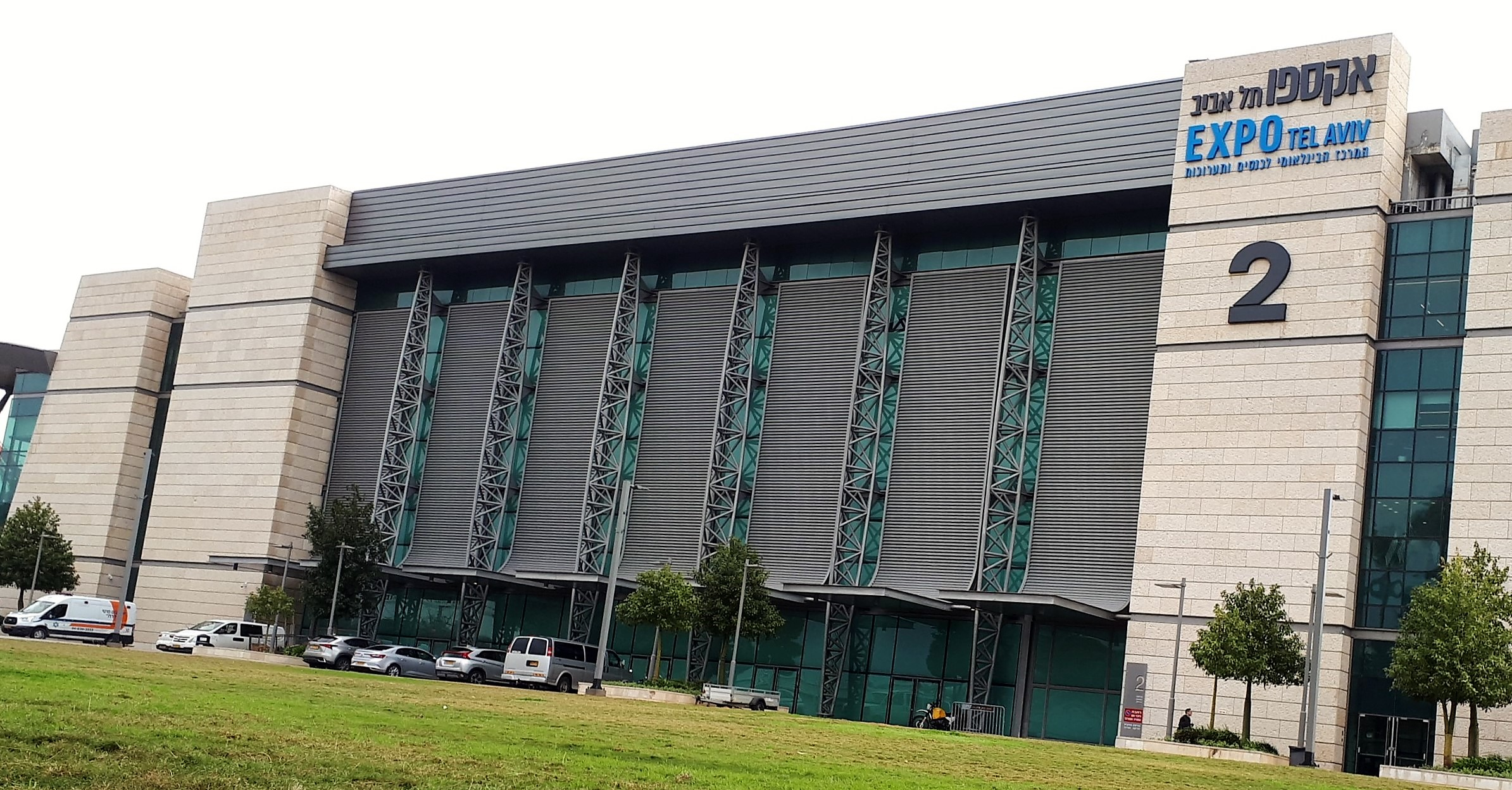
Pabellón 2 en abril de 2019.

La Feria de Levante fue el sitio de una feria internacional al lado del Puerto de Tel Aviv llevada a cabo en 1932 para mostrar los logros de la comunidad judía pre-estatal en el ámbito de la industria. Tras el éxito de dicha primera feria, se construyeron estructuras permanentes en un terreno al norte de la calle Dizengoff en los márgenes del río Yarkon. Se celebraron ferias en 1934 y 1936 con construcción de pabellones y salas para los países participantes. El arquitecto principal fue Aryeh Elhanani. Un camello volador se convirtió en el logo oficial. Richard Kaufmann diseño la distribución de los pabellones. Otros de los arquitectos involucrados fueron Arieh Sharon y Joseph Neufeld. Los pabellones se diseñaron siguiendo el Estilo Internacional.
En 1959, el recinto ferial se trasladó a su localización actual en el 101 de Rokach Boulevard (cerca del Parque Yarkon y la Universidad de Tel Aviv), y la nueva sede se inauguró con una exposición que conmemoraba el 50.º Jubileo de Tel Aviv. En 1983, el centro de convenciones se inauguró dentro del recinto ferial.
En 2018, el centro paso a denominarse Expo Tel Aviv.

## Conciertos

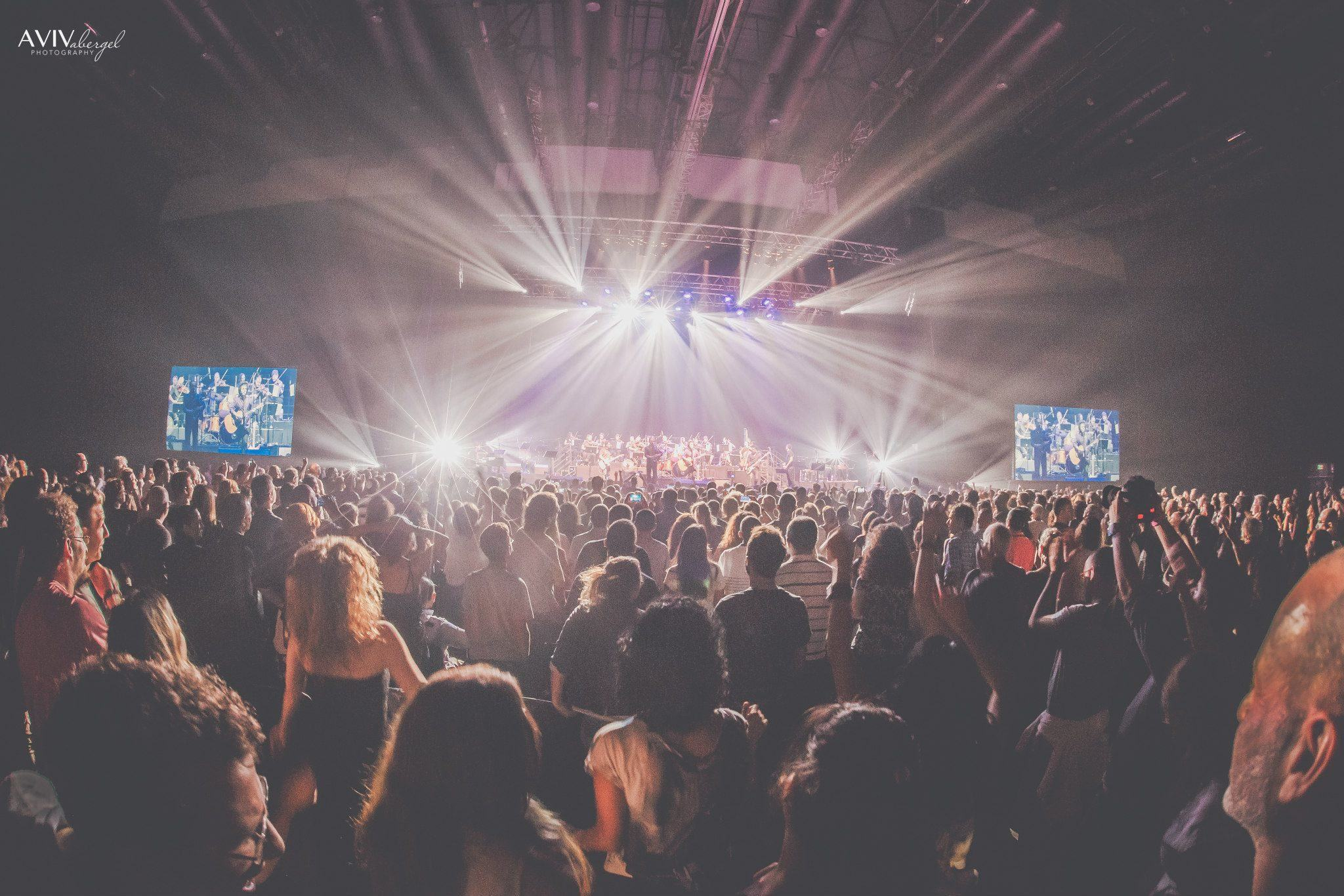
Concierto en el interior del Expo Tel Aviv.

El centro se emplea para numerosos conciertos y espectáculos musicales. Entre otros, el centro ha acogido a artistas como Iggy Pop, Nine Inch Nails, Thirty Seconds to Mars, Placebo, Dream Theater, Lady Gaga, Kaiser Chiefs, Simple Plan, Tokio Hotel, Faith No More, MGMT, Dinosaur Jr., LCD Soundsystem, The Drums, PIL, Missy Elliott, Akon, David Guetta, Avicii, Kygo, Hardwell, Armin van Buuren, Paul van Dyk, Steve Aoki, Bob Sinclar, Skazi, Infected Mushroom, Offer Nissim, Astrix, Balkan Beat Box, Megadeth, Moby, Interpol, Mark Ronson, Suede, Blonde Redhead, Jane's Addiction, o Roxette. 
En 2019, el centro acogió el LXIV Festival de la Canción de Eurovisión en el Pabellón 2 del recinto.